# AirExplore
AirExplore – słowacka linia lotnicza wykonująca połączenia czarterowe, z siedzibą w Bratysławie. Powstała w 2008 roku jako SlovExplore. W roku 2010 zmieniła nazwę na obecną.
W sezonie letnim 2014 dwie maszyny tego przewoźnika są leasingowane przez Ryanair i wykonują loty dla tej linii.
W sezonie letnim 2017 trzy maszyny tego przewoźnika są leasingowane przez Travel Service i wykonują loty dla tej linii m.in. z baz w porcie lotniczym Katowice-Pyrzowice oraz porcie lotniczym Bratysława.

## Flota
Stan na dzień 1 sierpnia 2017.